# Amathay-Vésigneux
Amathay-Vésigneux est une commune française située dans le département du Doubs, la région culturelle et historique de Franche-Comté et la région administrative Bourgogne-Franche-Comté.

## Géographie
Localité bicéphale située sur le plateau d'Amancey et dominant la haute vallée de la Loue. L'église est à Vésigneux et la mairie à égale distance d'Amathay et de Vésigneux.
Le Ruisseau de Raffenot y prend sa source, sous le nom de Bief Noir dans sa première partie, puis longe les deux bourgs avant de dévaler le vallon de Raffenot.

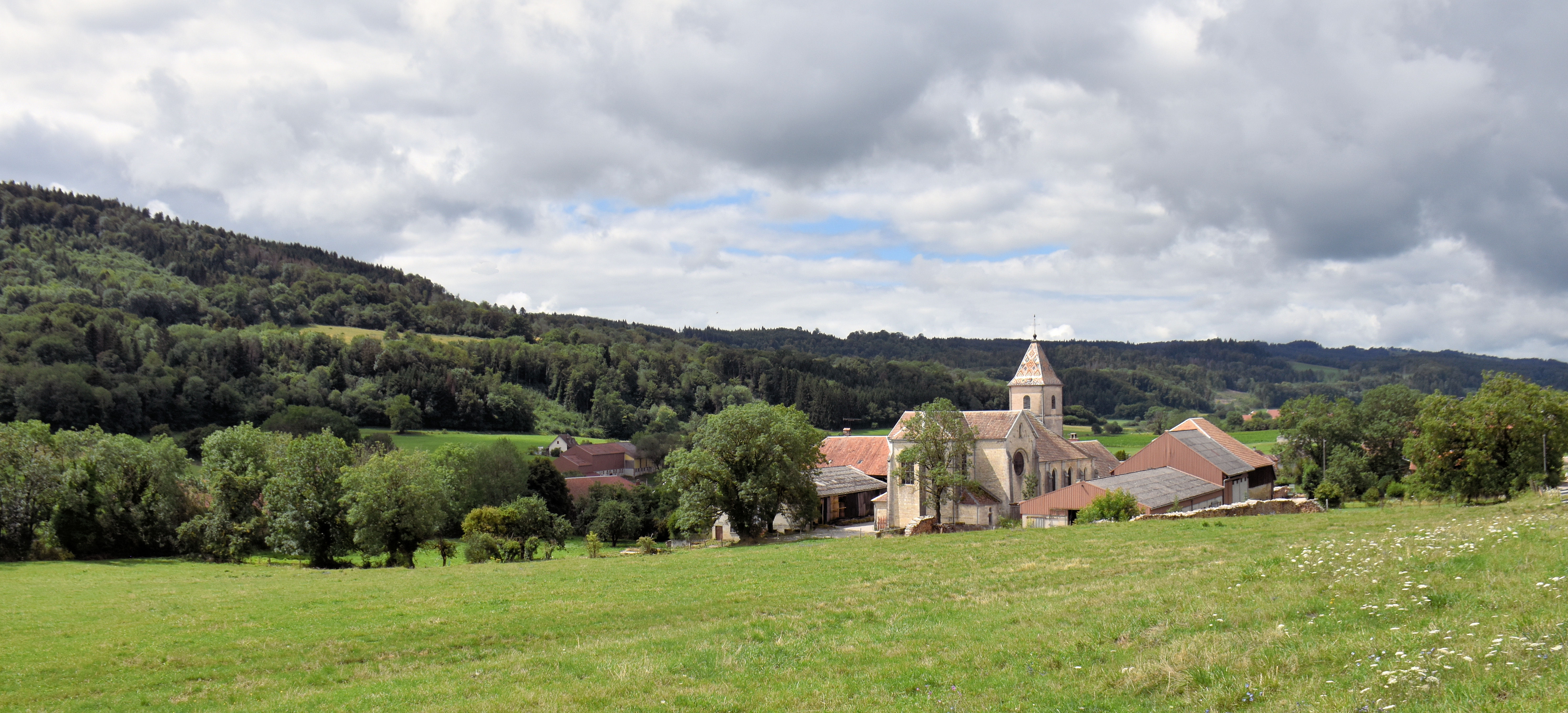
Panorama du village.

### Communes limitrophes

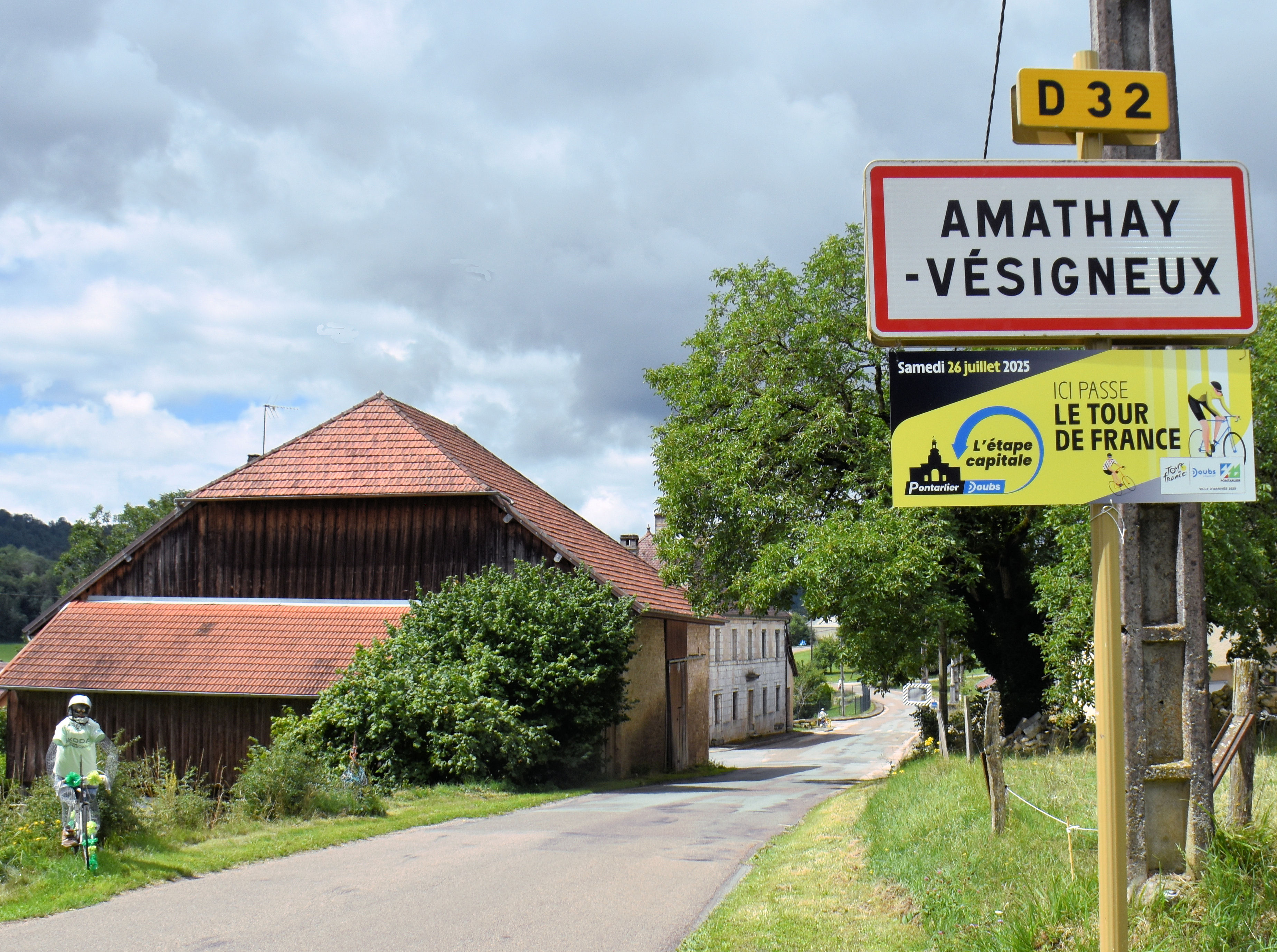
Une entrée de la commune.

### Climat
Pour des articles plus généraux, voir Climat de la Bourgogne-Franche-Comté et Climat du Doubs.
En 2010, le climat de la commune est de type climat de montagne, selon une étude du Centre national de la recherche scientifique s'appuyant sur une série de données couvrant la période 1971-2000. En 2020, Météo-France publie une typologie des climats de la France métropolitaine dans laquelle la commune est dans une zone de transition entre le climat semi-continental et le climat de montagne et est dans la région climatique Jura, caractérisée par une forte pluviométrie en toutes saisons (1 000 à 1 500 mm/an), des hivers rigoureux et un ensoleillement médiocre.
Pour la période 1971-2000, la température annuelle moyenne est de 8,7 °C, avec une amplitude thermique annuelle de 17 °C. Le cumul annuel moyen de précipitations est de 1 462 mm, avec 13,9 jours de précipitations en janvier et 10,8 jours en juillet. Pour la période 1991-2020, la température moyenne annuelle observée sur la station météorologique de Météo-France la plus proche, « Coulans », sur la commune d'Éternoz à 13 km à vol d'oiseau, est de 10,5 °C et le cumul annuel moyen de précipitations est de 1 259,2 mm. 
La température maximale relevée sur cette station est de 38,7 °C, atteinte le 24 août 2023 ; la température minimale est de −18,9 °C, atteinte le 20 décembre 2009,,.
Les paramètres climatiques de la commune ont été estimés pour le milieu du siècle (2041-2070) selon différents scénarios d'émission de gaz à effet de serre à partir des nouvelles projections climatiques de référence DRIAS-2020. Ils sont consultables sur un site dédié publié par Météo-France en novembre 2022.

## Urbanisme

### Typologie
Au 1er janvier 2024, Amathay-Vésigneux est catégorisée commune rurale à habitat très dispersé, selon la nouvelle grille communale de densité à 7 niveaux définie par l'Insee en 2022.
Elle est située hors unité urbaine. Par ailleurs la commune fait partie de l'aire d'attraction de Pontarlier, dont elle est une commune de la couronne,. Cette aire, qui regroupe 54 communes, est catégorisée dans les aires de moins de 50 000 habitants,.

### Occupation des sols
L'occupation des sols de la commune, telle qu'elle ressort de la base de données européenne d’occupation biophysique des sols Corine Land Cover (CLC), est marquée par l'importance des territoires agricoles (52,7 % en 2018), en diminution par rapport à 1990 (54,2 %). La répartition détaillée en 2018 est la suivante : 
forêts (44,8 %), zones agricoles hétérogènes (44,6 %), prairies (8,1 %), zones urbanisées (2,5 %). L'évolution de l’occupation des sols de la commune et de ses infrastructures peut être observée sur les différentes représentations cartographiques du territoire : la carte de Cassini (XVIIIe siècle), la carte d'état-major (1820-1866) et les cartes ou photos aériennes de l'IGN pour la période actuelle (1950 à aujourd'hui).

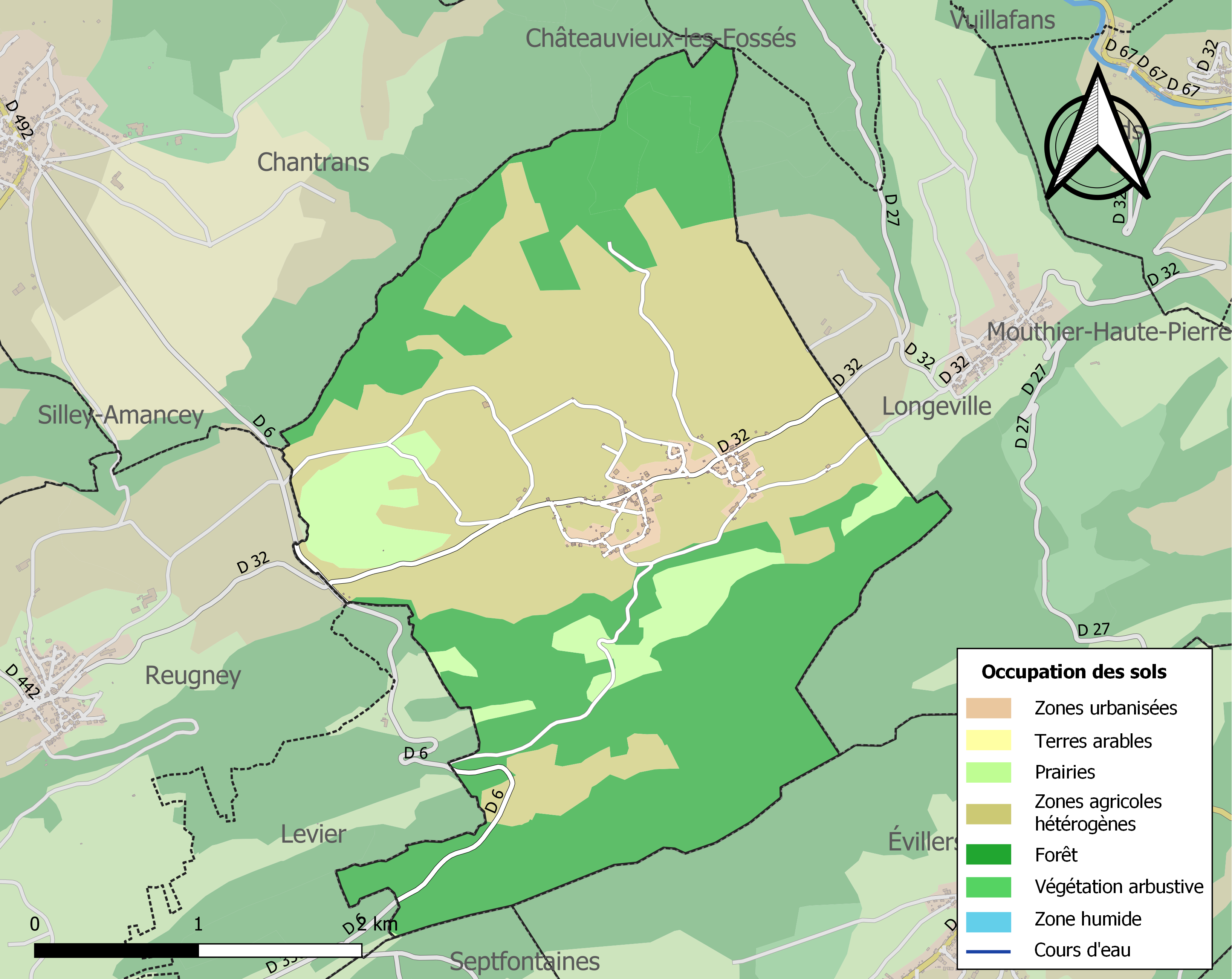
Carte des infrastructures et de l'occupation des sols de la commune en 2018 (CLC).

## Toponymie
Amestey en 1226 ; Vesignuef et Amatey en 1417 ; Amathey et Vesigneuf en 1471 ; Vasaigneu en 1500.

## Politique et administration

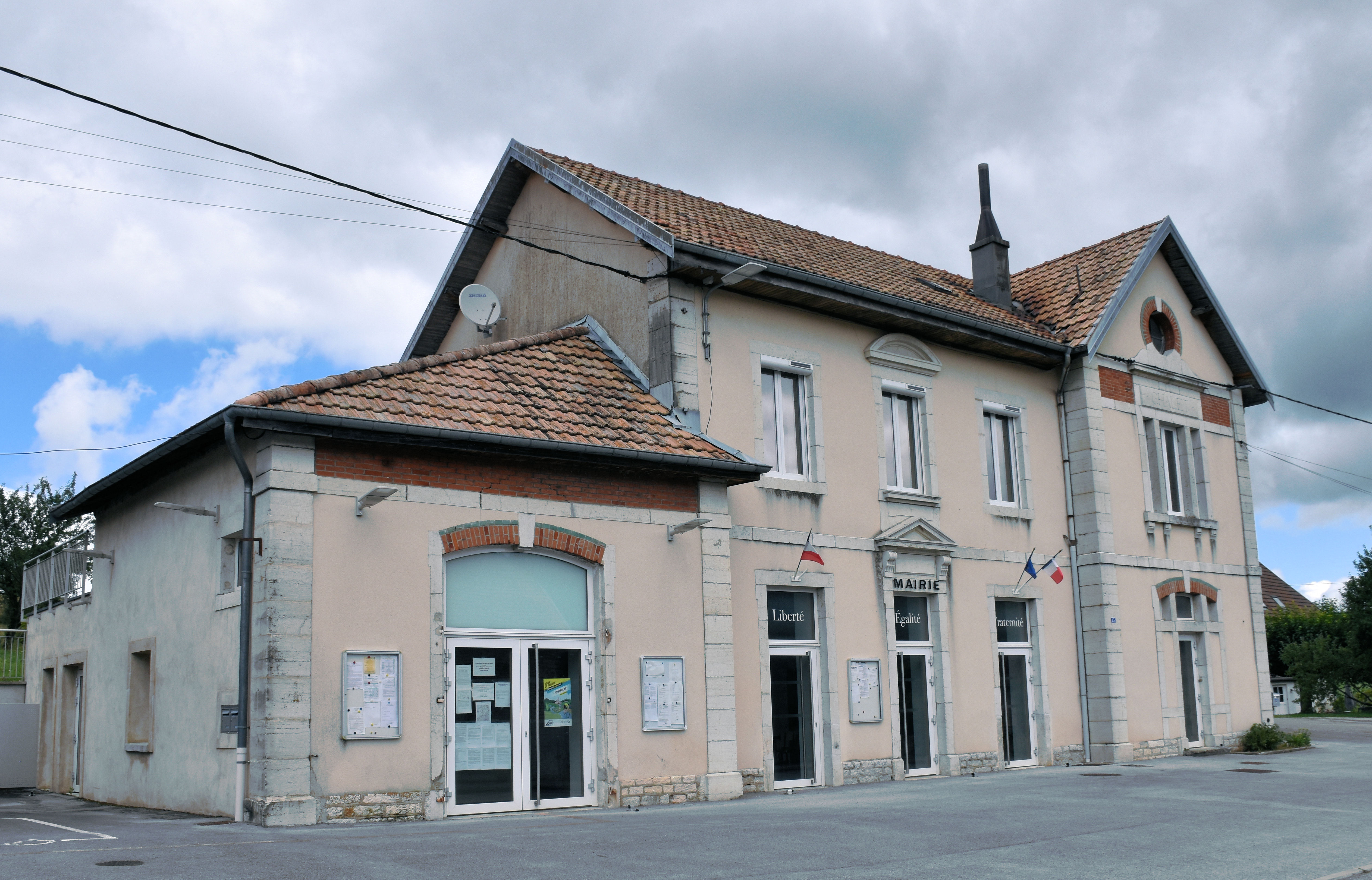
La mairie.

| Période                                  | Période                      | Identité                                        | Étiquette | Qualité       |
| ---------------------------------------- | ---------------------------- | ----------------------------------------------- | --------- | ------------- |
| 1995                                     | 2008                         | Jean-François Lacoste                           |           |               |
| mars 2008                                | 2014                         | Claude Marguet                                  |           |               |
| mars 2014                                | 2020                         | Valérie Muller                                  | SE        | Fonctionnaire |
| mars 2014                                | En cours (au 5 juillet 2020) | Alexandre Coulet Réélu pour le mandat 2020-2026 |           |               |
| Les données manquantes sont à compléter. |                              |                                                 |           |               |

## Démographie
L'évolution du nombre d'habitants est connue à travers les recensements de la population effectués dans la commune depuis 1793. Pour les communes de moins de 10 000 habitants, une enquête de recensement portant sur toute la population est réalisée tous les cinq ans, les populations de référence des années intermédiaires étant quant à elles estimées par interpolation ou extrapolation. Pour la commune, le premier recensement exhaustif entrant dans le cadre du nouveau dispositif a été réalisé en 2006.

En 2022, la commune comptait 173 habitants, en évolution de +6,13 % par rapport à 2016 (Doubs : +1,88 %, France hors Mayotte : +2,11 %).
| 1793 | 1800 | 1806 | 1821 | 1831 | 1836 | 1841 | 1846 | 1851 |
| ---- | ---- | ---- | ---- | ---- | ---- | ---- | ---- | ---- |
| 343  | 357  | 353  | 345  | 370  | 392  | 395  | 407  | 431  |

| 1856 | 1861 | 1866 | 1872 | 1876 | 1881 | 1886 | 1891 | 1896 |
| ---- | ---- | ---- | ---- | ---- | ---- | ---- | ---- | ---- |
| 403  | 416  | 420  | 382  | 395  | 392  | 423  | 422  | 426  |

| 1901 | 1906 | 1911 | 1921 | 1926 | 1931 | 1936 | 1946 | 1954 |
| ---- | ---- | ---- | ---- | ---- | ---- | ---- | ---- | ---- |
| 377  | 374  | 333  | 278  | 279  | 266  | 242  | 241  | 240  |

| 1962 | 1968 | 1975 | 1982 | 1990 | 1999 | 2006 | 2011 | 2016 |
| ---- | ---- | ---- | ---- | ---- | ---- | ---- | ---- | ---- |
| 224  | 192  | 153  | 141  | 149  | 129  | 134  | 151  | 163  |

| 2021 | 2022 | - | - | - | - | - | - | - |
| ---- | ---- | - | - | - | - | - | - | - |
| 170  | 173  | - | - | - | - | - | - | - |

## Culture locale et patrimoine

### Lieux et monuments
- Église Saint-Martin : cette église fut construite en 1874-1875 sur l'emplacement de l'ancienne par l'architecte Deveille ; cette dernière étant attestée au XIIIe siècle, rebâtie au XIVe siècle, son beffroi est surélevé en 1822. Elle est inscrite à l'Inventaire général du patrimoine culturel[20].
- Croix monumentale du  XVe siècle érigée devant l'église et classée aux monuments historiques en 1910[21].
- Fontaines et lavoirs : 7 au total.

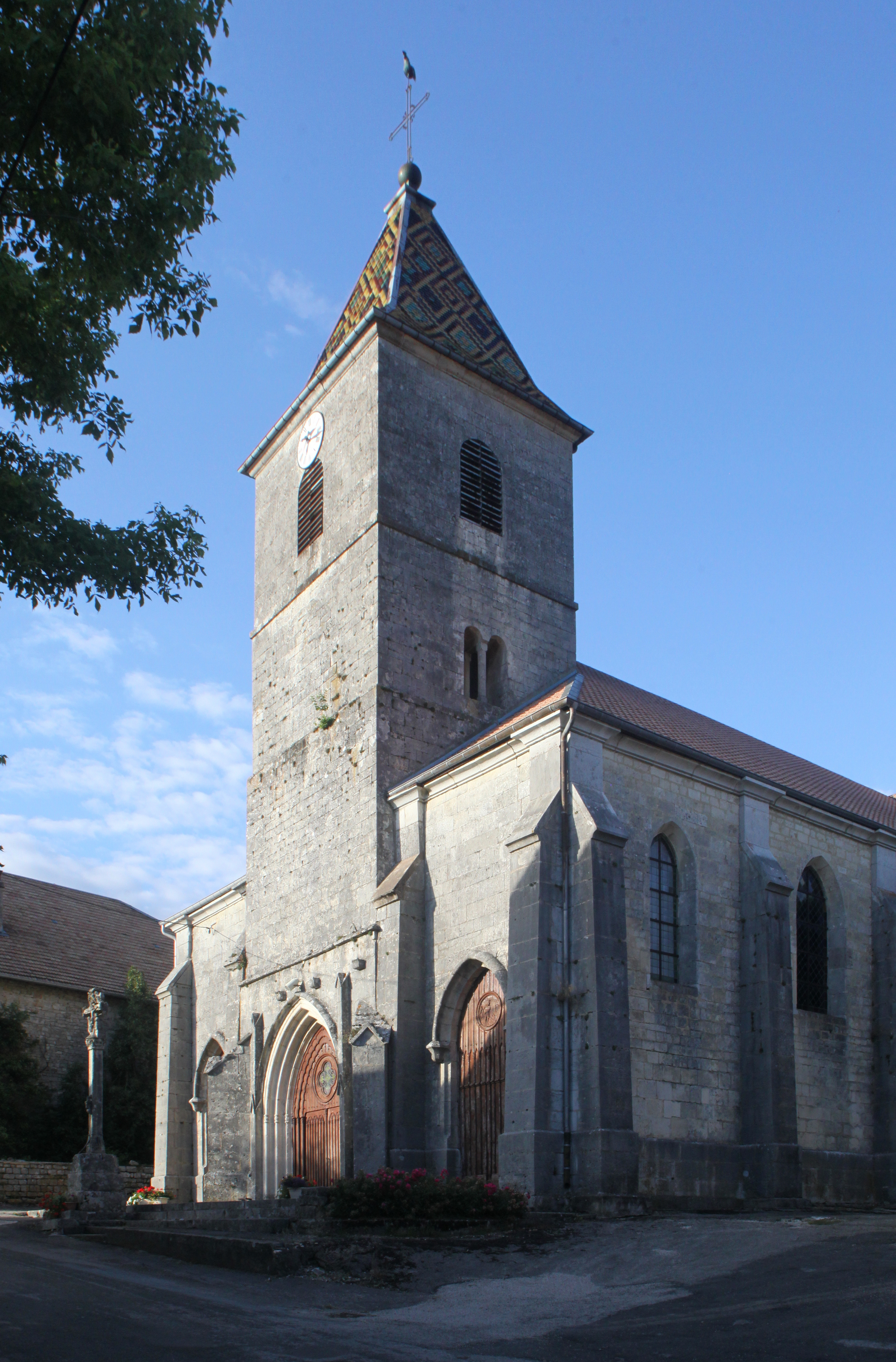
Eglise.
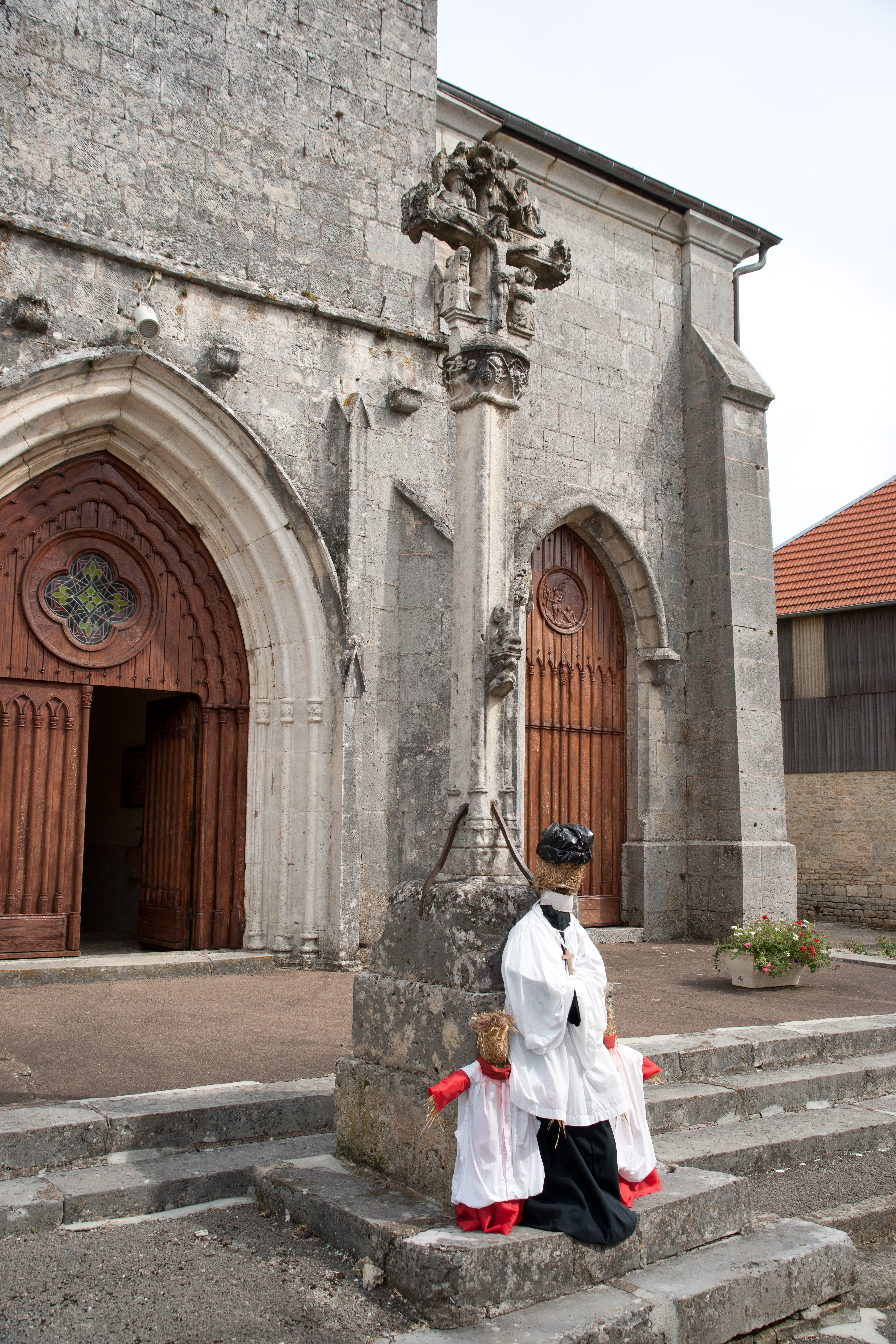
Croix monumentale.
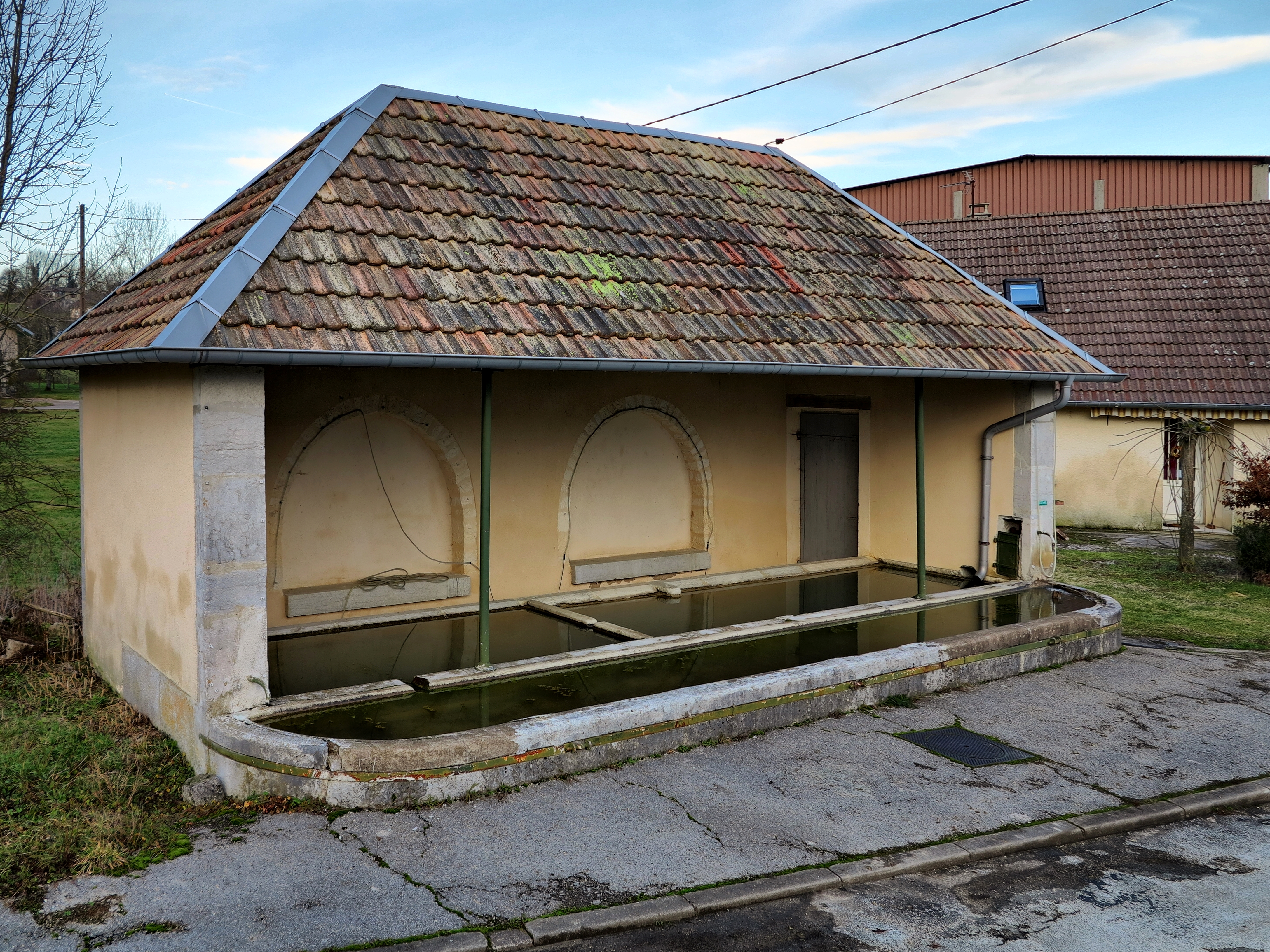
Lavoir-abreuvoir rue des Tilleuls.
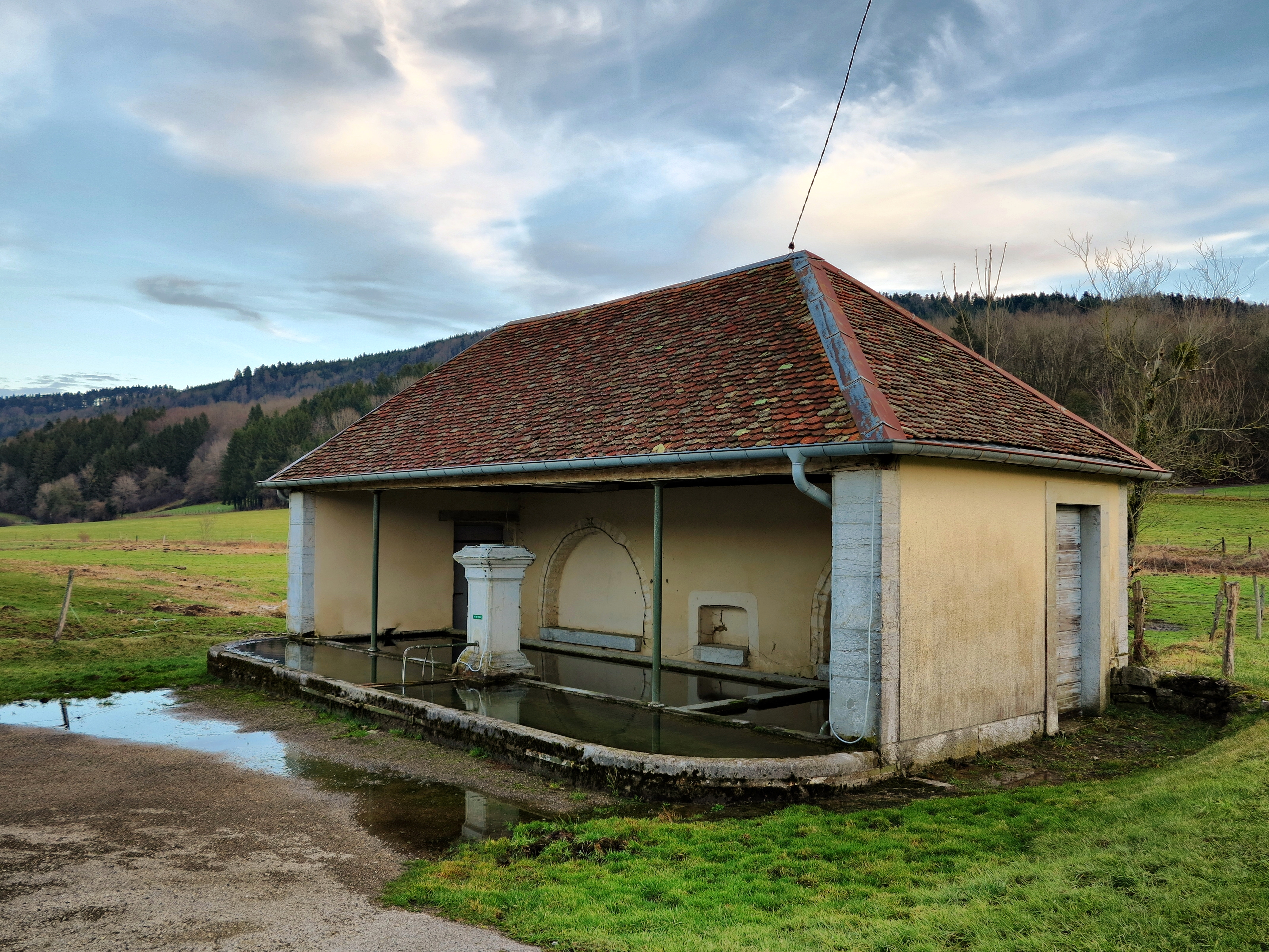
Lavoir-abreuvoir rue du village.

### Personnalités liées à la commune

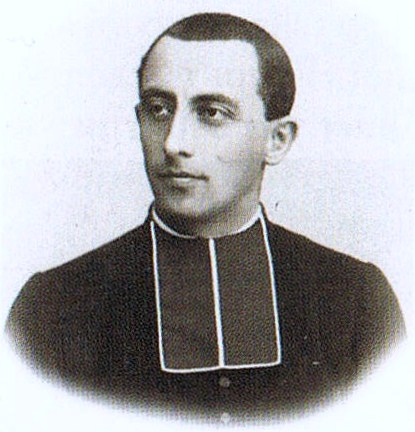
Le chanoine Mourot.

- Le chanoine Hubert Mourot, né le 3 septembre 1866 dans le village et décédé le 13 janvier 1948 à Besançon. Il créa en 1922 les Salins de Bregille, un institut pour les enfants victimes de la tuberculose.
- L'auteur de bandes dessinées Martin Vidberg réside dans la commune[22].
- Luc tournier réside aussi dans la commune, il est président de la sécurité routière française depuis 2018